# Erenniano
Erenniano (latino: Herennianus; floruit 404/405) fu un funzionario dell'Impero romano d'Oriente.
Era nativo della Licia.
Ricopriva la carica di vicarius Asiae, quando nel 404/405 arrestò e multò Ierace con l'accusa di estorsione in Pamfilia; è possibile che questo atto fosse una punizione per l'uccisione di Fravitta.